# Короткокрылые манакины
Короткокрылые манакины (лат. Manacus) — род птиц отряда воробьинообразных в семействе манакиновых. 

## Описание
У самцов разных видов короткокрылых манакинов окраска оперения значительно варьирует. Спина может быть оливковой или серой. Воротник и горло чаще белой, иногда оранжевой или жёлтой окраски. Брюхо — жёлтое или белое, реже серое.

## Экология
Обитают в тропических лесах, в зарослях низкорослых кустарников или вторичных лесов и по лесным опушкам.  

## Классификация
Род объединяет четыре вида.

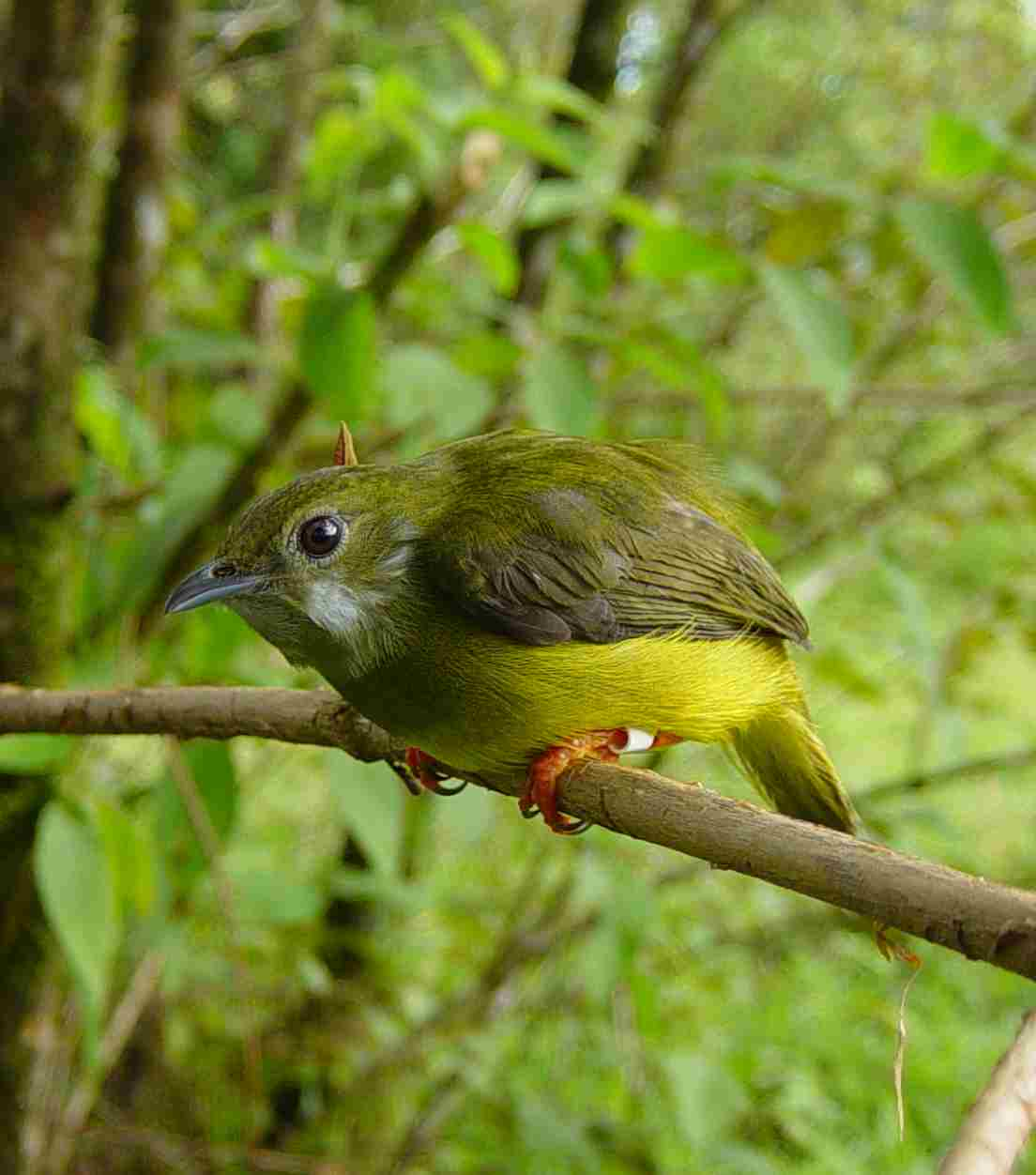
Ошейниковый короткокрылый манакин

- Manacus aurantiacus (Salvin, 1870) — Кольчатый короткокрылый манакин
- Manacus candei (Parzudaki, 1841) — Ошейниковый короткокрылый манакин
- Manacus manacus (Linnaeus, 1766) — Белобородый манакин
- Manacus vitellinus (Gould, 1843) — Золотистый манакин

## Распространение
Представители рода встречаются на юге Мексики, в странах Центральной Америки, на западе Венесуэлы, на острове Тринидад, в Эквадоре и Перу. В Бразилии отмечены в бассейне Амазонки и на побережье Атлантического океана. Между этими территориями имеется разрыв ареала.